# Пугачов Анатолій Миколайович
Анатолій Миколайович Пугачов (нар. 18 січня 1947) — радянський футболіст, захисник.

## Життєпис
Вихованець футбольної школи ЦСКА, де займався у тренерів Бориса Зажорина та Анатолія Родіонова. Разом із Леонідом Морозовим став одним із двох вихованців школи 1947 року народження, хто виступав за основну команду ЦСКА. У вищій лізі провів період з 1965 по 1968, після чого поїхав в Україну, як і Морозов. Після ЦСКА виступав у нижчих лігах за запорізький «Металург», за «Кривбас», «Москвич» та клубну команду «Москвича».